# Kernkraftwerk Gundremmingen
Das stillgelegte Kernkraftwerk Gundremmingen (Abkürzung KRB), gelegen an der Donau bei Gundremmingen im Landkreis Günzburg in Bayern, war zuletzt mit einer elektrischen Bruttoleistung von 1344 MW (Block C) das ehemals leistungsstärkste Kernkraftwerk in Deutschland und das ehemals letzte deutsche Kernkraftwerk, das noch mehr als einen Reaktor in Betrieb hatte. Block B wurde gemäß dem Atomgesetz (§ 7) von 2011 am 31. Dezember 2017 abgeschaltet; Block C folgte am 31. Dezember 2021.
Gleichzeitig war es der letzte in Deutschland betriebene Standort mit Siedewasserreaktoren. Eigentümer des Kernkraftwerks ist die RWE Power AG.

## Reaktorblöcke

### Block A

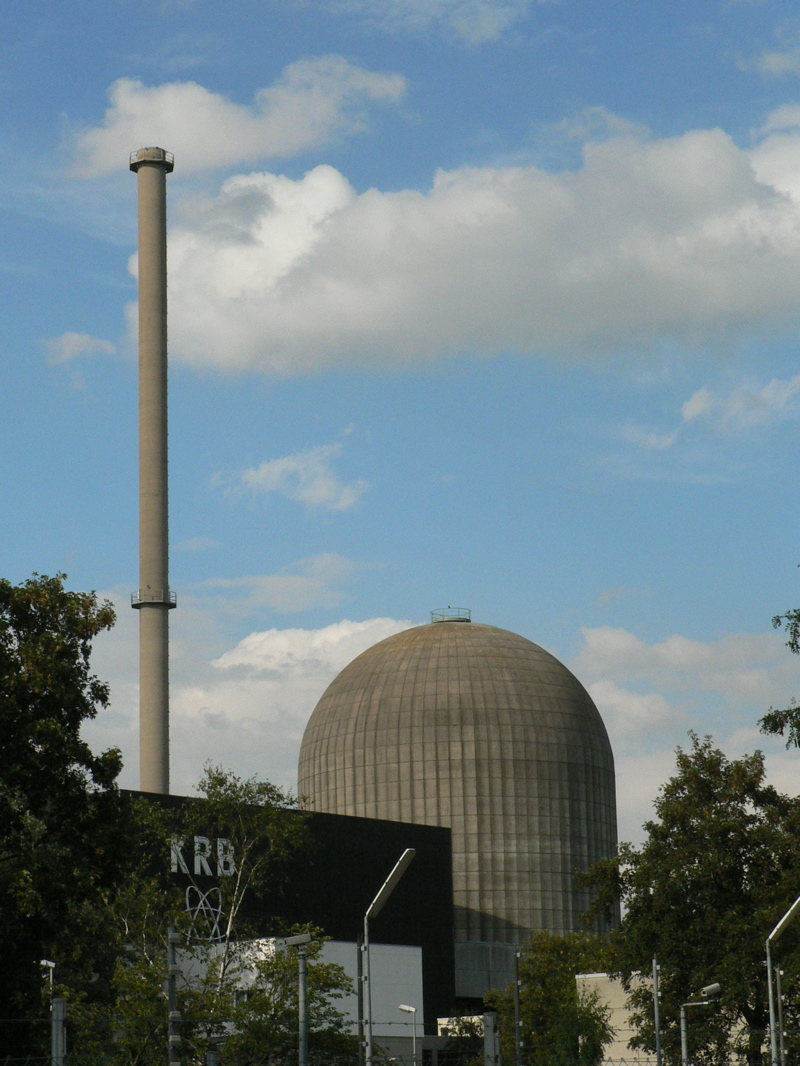
Der havarierte Block A

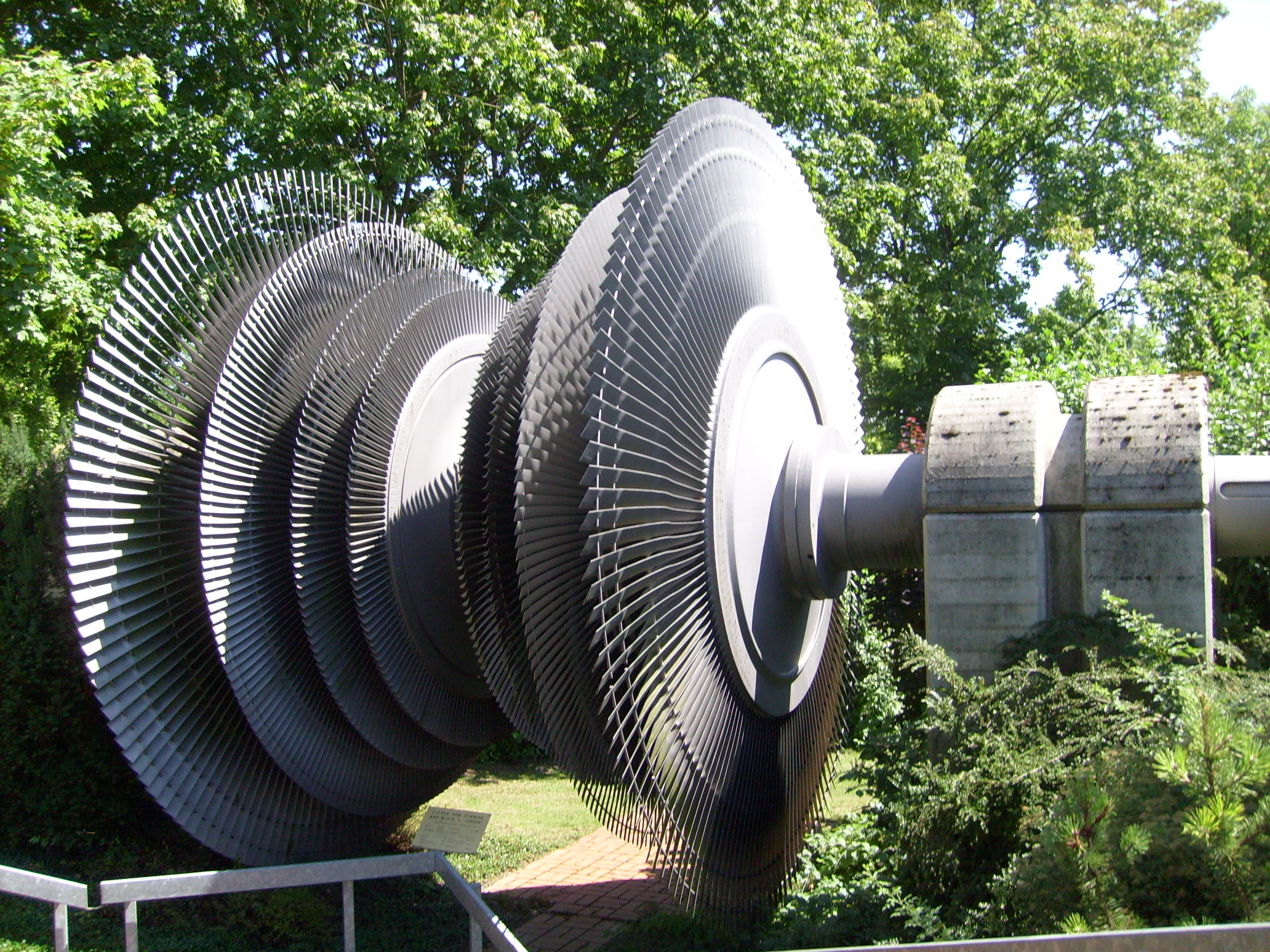
Ein ausgedienter Turbinenläufer des Kernkraftwerks Gundremmingen A vor dem Infozentrum des Kraftwerks

Der alte Block A, ein Siedewasserreaktor mit einer Leistung von 237 MW, der von 1966 bis zu einem Störfall am 13. Januar 1977 betrieben wurde, wird seit 1983 zurückgebaut. Der Reaktorblock erlitt bei dem Störfall einen wirtschaftlichen Totalschaden.
Im Januar 2006 genehmigte das Bayerische Staatsministerium für Umwelt, Gesundheit und Verbraucherschutz den Bau eines sogenannten Technologiezentrums im Bereich des ehemaligen Block A. Hier können zukünftig folgende Arbeiten durchgeführt werden:
- Bearbeitung sonstiger radioaktiver Stoffe mit dem Ziel der Freigabe,
- Herstellung und Lagerung von Werkzeugen und Geräten,
- Komponenteninstandhaltung,
- Konditionierung radioaktiver Abfälle,
- Lagerung und Transportbereitstellung von konditionierten und unkonditionierten Abfällen bis zu deren Verarbeitung bzw. deren Abtransport.[3]

Mit der Genehmigung wird auch die Ableitung radioaktiver Stoffe über den 118 m hohen Kamin erlaubt. Maximal zulässige Radioaktivitätsabgabe pro Jahr: 50 MBq für aerosolförmige Radionuklide mit Halbwertszeiten von mehr als 8 Tagen (außer 131I), maximal 0,5 MBq für 131I und maximal 100.000 MBq für Tritium.

#### Geschichte
Nachdem die Stadt Nürnberg wegen ihrer Trinkwasserschutzgebiete im Mündungsgebiet des Lechs gegen den anfangs geplanten Standort Bertoldsheim an der Donau (zwischen Donauwörth und Neuburg an der Donau) protestiert hatte, wurde rund 50 Kilometer donauaufwärts in Gundremmingen (zwischen Dillingen und Günzburg; nächstgelegene Großstädte sind Augsburg und Ulm) Deutschlands erstes Großkernkraftwerk am 13. Juli 1962 beantragt, schon am 14. Dezember 1962 genehmigt und im Dezember 1966 in Betrieb genommen. Eine protestierende „Notgemeinschaft Atom-Kraftwerk Gundremmingen-Offingen“ wurde mit in Aussicht gestellten Geldern zum Verstummen gebracht. Der TÜV München erstellte 1963 das Sicherheitsgutachten. Ebenso hatte die Reaktor-Sicherheitskommission Sicherheitsbedenken. Das Kraftwerk erhielt den Status als „gemeinsames Werk“ iSd. Art. 45ff. des Euratom-Vertrags und erhielt daher die Befreiung von direkten Steuern und Zöllen. Zusätzlich wurden aus dem US-Euratomprogramm ca. 30 Mio. DM zur Verfügung gestellt. Ohne diese Euratom-Unterstützungen wären die Baubeschlüsse schwerlich zustande gekommen.
Am 13. Januar 1977 kam es zu einem Unfall mit wirtschaftlichem Totalschaden. Bei kaltem und feuchtem Wetter traten an zwei stromabführenden Hochspannungsleitungen Kurzschlüsse auf. Bei der dadurch eingeleiteten Schnellabschaltung kam es zu Fehlsteuerungen. Nach zirka zehn Minuten stand im Reaktorgebäude das Wasser etwa drei Meter hoch und die Temperatur war auf rund 80 Grad Celsius angestiegen. Durch die Fehlsteuerung kam es dazu, dass zu viel Wasser zur Notkühlung in den Reaktor gepresst wurde. Durch Überdruck-Ventile gelangten – unterschiedlichen Quellen zufolge – zwischen 200 m³ und 400 m³ radioaktives Kühlwasser (ca. 280 Grad Celsius) in das Reaktorgebäude. Im Gegensatz zu den heutigen besaßen die damaligen Siedewasserreaktoren noch keine Kondensationskammern, sondern bliesen den Dampf in ein Volldruck-Containment ab. Das im Gebäude befindliche Wasser wurde später, wie auch die Gase, kontrolliert ins Freie geleitet.
Neben der Instandsetzung verlangten Politik und Aufsichtsbehörden eine Modernisierung der Leit- und Sicherheitstechnik. Wegen der für die Modernisierung erforderlichen Investitionen von 180 Millionen DM verzichteten die Betreiber später auf eine Wiederinbetriebnahme, zumal sich die neuen Blöcke B und C bereits im Bau befanden. Die kontaminierten Stahlteile wurden in Behälter gegossen und im Zwischenlager Mitterteich eingelagert.
Es war in Deutschland der erste und lange Zeit einzige bekannte Großunfall eines Kernkraftwerks mit wirtschaftlichem Totalschaden. Der Block A wird seit 1983 rückgebaut. Im Oktober 2005 wurde mit der Bodenwanne des Reaktordruckgefäßes das letzte große Bauteil demontiert. Beim Rückbau der Anlage fielen nach Betreiberangaben rund 10.000 Tonnen Schrott an, wovon 86 Prozent wieder verwertbar waren und 14 Prozent als radioaktiver Abfall einer Endlagerung zuzuführen sind. Block A speiste bis zu seiner Stilllegung insgesamt 13,8 TWh Energie in das Stromnetz ein. Die Abwicklung soll bis zu 1 Milliarde Euro kosten und wird vom Betreiber bezahlt. Der gesamte Reaktor kann erst abgebaut werden, wenn Schacht Konrad als Endlager für die restlichen Abfälle fertiggestellt wird.
Den Betreibern wurde im Januar 2006 vom Bayerischen Staatsministerium für Umwelt, Gesundheit und Verbraucherschutz gestattet, die Anlage – ausgenommen das Reaktorgebäude – künftig als Technologiezentrum zu nutzen. Nach Umbau und Modernisierung werden darin Kernkraftwerksteile und Reststoffe aus dem laufenden Betrieb mechanisch und chemisch behandelt oder dekontaminiert. Weiter ist vorgesehen, Kernkraftwerkskomponenten zu warten oder zu reparieren sowie Spezialwerkzeuge und -geräte anzufertigen und bis zu ihrem Einsatz vorzuhalten.

### Blöcke B und C

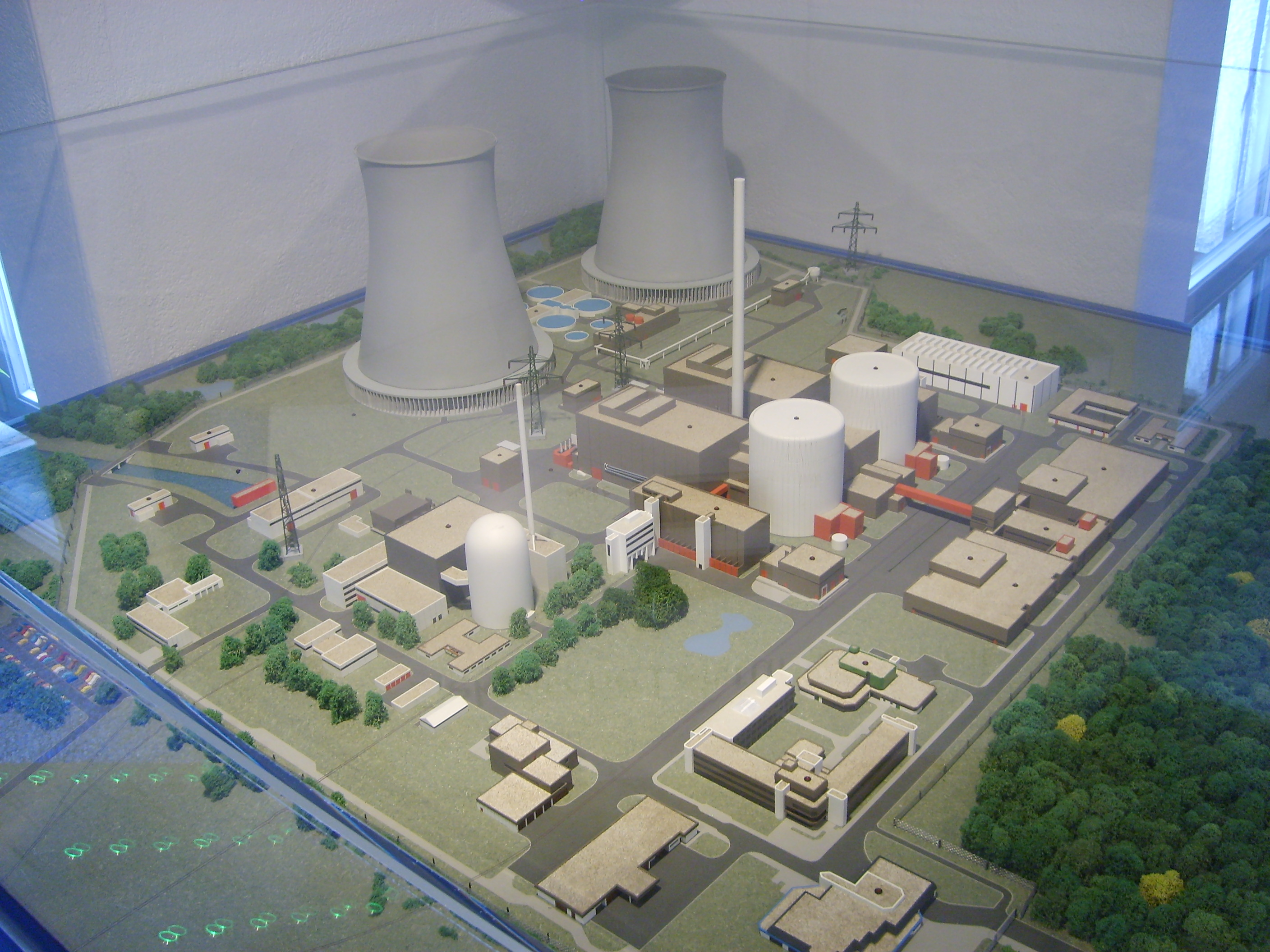
Modell im Infozentrum des Kraftwerkes

Die Blöcke B und C sind zwei benachbarte, baugleiche Blöcke. Sie setzen sich aus jeweils einem Reaktorgebäude, einem Maschinenhaus und einem 161 m hohen Naturzug-Nasskühlturm zusammen.
In beiden Reaktoren wurden bis zur Abschaltung von Block B jeweils rund 136 Tonnen Kernbrennstoff vorgehalten. Die Brennelemente verblieben etwa fünf Jahre im Reaktor. Bei jährlichen Revisionen wurden jeweils rund ein Fünftel der Elemente ausgetauscht. Das in den Kühltürmen verdunstende Wasser von 0,7 Kubikmeter pro Sekunde wurde über einen 1,4 Kilometer langen Kanal der Donau entnommen. Die Rückleitung von Wasser erfolgte über eine unterirdische Rohrleitung.

#### Geschichte
Baubeginn der Blöcke B und C war am 19. Juli 1976. Block B wurde am 9. März 1984 fertiggestellt, Block C am 26. Oktober 1984. Es handelt sich um Siedewasserreaktoren der Baulinie 72 der KWU. Jeder Reaktor war mit 784 Brennelementen (BE) beladen. Ein Brennelement enthält rund 174 Kilogramm Uran und besteht aus 100 (10 × 10) Brennstäben. Die Blöcke B und C erzeugen insgesamt etwa 21 TWh elektrische Energie pro Jahr. Damit wurden rechnerisch etwa 30 % des bayerischen Bedarfs gedeckt.
Der Netzanschluss erfolgt über die Schaltanlage Gundelfingen auf der 380-kV-Höchstspannungsebene in das Netz des Übertragungsnetzbetreibers Amprion.
Eine im September 1999 beantragte Leistungserhöhung beider Blöcke von einer elektrischen Bruttoleistung von je 1.344 MW auf 1.450 MW lag viele Jahre „auf Eis“. Die elektrische Nettoleistung beträgt 1.300 MW pro Kraftwerksblock. Beide Blöcke wurden seit einigen Jahren auch für den Lastfolgebetrieb, bei dem die Leistung der Stromnachfrage („Last“) nachgesteuert wird, eingeplant. Zumindest an Wochenenden wurden die Kernreaktoren häufig in ihrer Leistung gedrosselt, gelegentlich auch bei hoher Windstromeinspeisung. Die planmäßige Abschaltung des Kernkraftwerks Gundremmingen B war – bis zur Laufzeitverlängerung im Herbst 2010 – für das Jahr 2016 angekündigt, die Abschaltung von Gundremmingen C für 2017. Bereits Ende 1994 hatten die Betreiber die (Neu-)Verträge mit den Wiederaufarbeitungsanlagen („WAA“) im französischen La Hague und im britischen Sellafield gekündigt und schlugen damit den Weg der langfristigen Zwischenlagerung ein.
1995 wurden weltweit erstmals bei Siedewasserreaktoren in großem Umfang plutoniumhaltige Mischoxid-Brennelemente (MOX-Brennelement) eingesetzt. Mit rund 40.000 Einwendungen protestierten die Umweltschutzverbände. Die erhöhte Reaktivität dieser Brennelemente wurde und wird von Verbänden kritisiert. Die Betreiber müssen die sichere Abschaltung des Reaktors in jeder Betriebssituation gewährleisten. In mindestens jeder Betriebsperiode und bei jeder Veränderung der Bestückung des Reaktorkerns ist der Nachweis der sogenannten Abschaltreaktivität zu erbringen, wie sie die sicherheitstechnische Bestimmung KTA 3104 Ermittlung der Abschaltreaktivität vorsieht.
Am 19. Dezember 2007 beantragten die Betreiber beim Bayerischen Umweltministerium, die elektrische Leistung der beiden Blöcke um je 52 Megawatt erhöhen zu dürfen.
Der 170 m hohe Abluftkamin wurde von den Blöcken B und C gemeinsam genutzt.
Im Juni 2012 befürwortete das bayerische Umweltministerium schließlich eine im Jahr 2001 beantragte Leistungserhöhung der Blöcke B und C. Ein überarbeiteter Genehmigungsentwurf wurde mit der Bitte um „zügige Durchführung der bundesaufsichtlichen Prüfungen“ an das Bundesumweltministerium übermittelt. Dies führte zu einem Protest von Umweltschützern, Atomkraftgegnern und Bürgern. Mitte Juni 2013 überreichten Vertreter des sogenannten „Schwabenenergierats“ (Verbund der politischen Organisationen: Aktionsbündnis „Atomausstieg jetzt!“, AntiAtom-Oberallgäu, Bürgerinitiative FORUM Gemeinsam gegen das Zwischenlager und für eine verantwortbare Energiepolitik, Bund Naturschutz in Bayern, Bündnis 90/Die Grünen Schwaben, Günzburger Bürgerliste, Die Linke Schwaben, Mahnwache Gundremmingen, ÖDP Schwaben, Piratenpartei Günzburg, SPD-Vertreterinnen) im bayerischen Landtag 6700 Unterschriften im Rahmen einer Petition gegen die beantragte Leistungserhöhung. Die Unterzeichner befürchten, dass sich durch die Leistungserhöhung das Risiko eines schwerwiegenden Störfalles erhöht. Der mögliche zusätzliche Gewinn für die Betreiber durch die Leistungserhöhung wurde auf 90 Millionen Euro geschätzt. Laut Betreiber sind keine Änderung an der Anlagentechnik vorgesehen, die Leistungserhöhung habe „gutachterlich bestätigt keine sicherheitstechnisch relevanten Auswirkungen.“
Der Verein FORUM – Gemeinsam gegen das Zwischenlager und für eine verantwortbare Energiepolitik e. V. beauftragte den ehemaligen Leiter der Abteilung für Reaktorsicherheit im Bundesumweltministerium, Wolfgang Renneberg, mit einer Studie zur Frage der beantragten Leistungserhöhung. In der Mitte November 2013 veröffentlichten Studie kamen Renneberg und sein Koautor Dieter Majer zu dem Schluss, dass die Anlage „in sicherheitstechnisch entscheidenden Bereichen nicht den Anforderungen des Standes von Wissenschaft und Technik“ entspreche. Demnach sei „eine Genehmigung der Leistungserhöhung weder technisch zu rechtfertigen noch nach dem Atomgesetz rechtlich zulässig“. In Folge forderte unter anderem auch die Vertreterversammlung der Landesärztekammer Baden-Württemberg das bayerische Umweltministerium und das Bundesumweltministerium auf, eine Leistungserhöhung der Siedewasserreaktoren abzulehnen. Die Initiative FORUM – Gemeinsam gegen das Zwischenlager sammelte nochmal 32.000 Unterschriften zur Unterstützung der Petition und übergab sie Anfang Dezember 2013 an Bayerns Landtagspräsidentin Barbara Stamm (CSU). Bayerns Umweltminister Marcel Huber riet den Betreibern des KKW Gundremmingen, ihren Antrag zu überdenken. Bayerns Ministerpräsident Horst Seehofer äußerte, er halte eine Genehmigung der Leistungserhöhung für „sehr problematisch“. Die Kernkraftwerk Gundremmingen GmbH teilte daraufhin am 17. Dezember 2013 mit, ihren Antrag auf Leistungserhöhung zurückgezogen zu haben. Grund dafür sei „die Haltung der bayerischen Staatsregierung, die in der Leistungserhöhung für Kernkraftwerke ein falsches politisches Signal in Zeiten der Energiewende sieht“. Sicherheitsaspekte hätten keine Rolle gespielt. Politiker verschiedener Parteien begrüßten diesen Schritt.
Ein von Bündnis 90/Die Grünen in Auftrag gegebenes Gutachten sieht die Erdbebensicherheit als nicht gegeben an. Das Gutachten wird gestützt durch Lothar Hahn, den früheren technisch-wissenschaftlichen Leiter der Gesellschaft für Anlagen- und Reaktorsicherheit. Die Grünen forderten deshalb im März 2017 die sofortige Stilllegung von Block B und C.
Am 20. Juli 2017 gaben die Betreiber im Betriebsbericht bekannt, dass Block B in den darauf folgenden Tagen zum letzten Mal mit voller Leistung betrieben würde und sich die erzeugte elektrische Leistung im Anschluss bis zur endgültigen Abschaltung des Blocks stetig verringere. Block B wurde am 31. Dezember 2017 abgeschaltet, der Rückbau des Blocks wird vorbereitet. Der Block C wurde am 31. Dezember 2021 gegen 20.15 Uhr vom Netz getrennt. Damit endete die Stromerzeugung am Standort Gundremmingen.

## Zwischenlager für Kernbrennstoffe

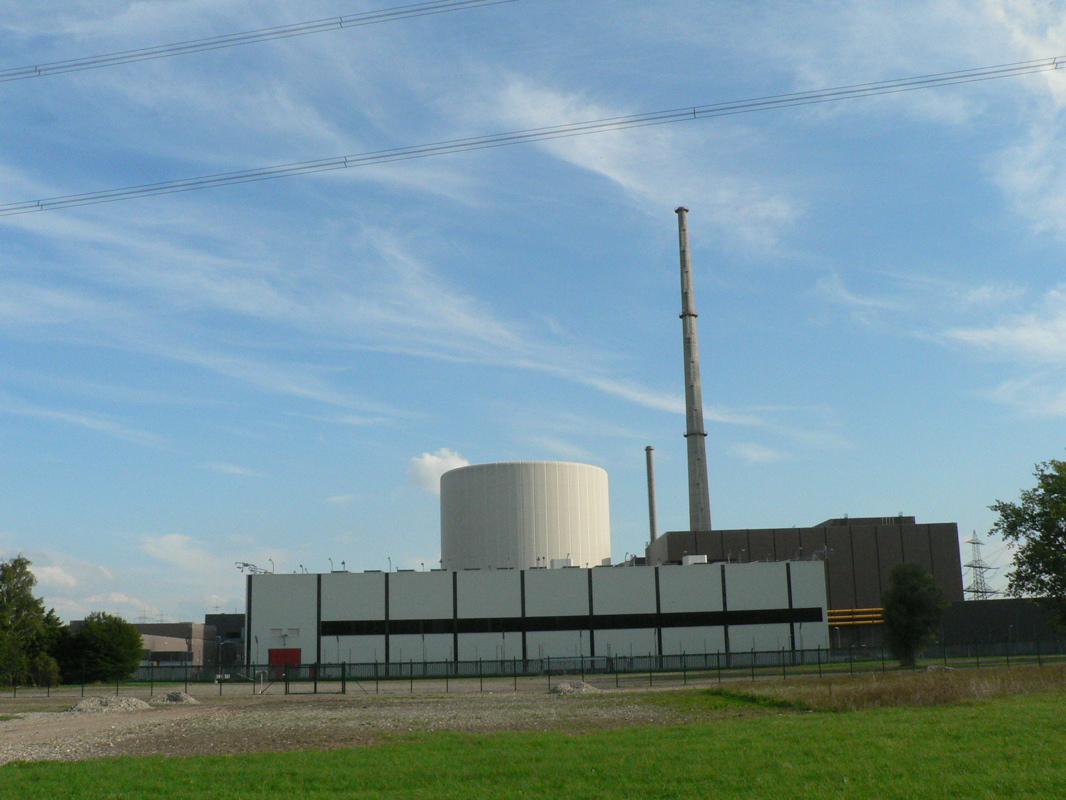
Zwischenlager (die weiße Halle im Vordergrund)

Auf dem Gelände des Kernkraftwerkes entstand seit August 2004 das Brennelemente-Zwischenlager Gundremmingen (BZR) für verbrauchte Brennelemente mit einer Schwermetallmasse von 2.250 Tonnen. Es hat 192 Lagerplätze und wurde 2006 in Betrieb genommen. Die geplanten Baukosten betrugen 30 Mio. Euro. Der Rohbau der Halle (104 m lang, 38 m breit und 18 m hoch) wurde Ende 2005 vollendet. Nach dem Innenausbau der Elektroinstallation, der Heizungs- und Lüftungstechnik, dem Einbau von Schwerlastkränen sowie Restarbeiten im Außenbereich wurde am 25. August 2006 das Zwischenlager eröffnet und mit den ersten Transportbehältern aus dem Kernkraftwerk bestückt.
Dicke Betonwände, die mit einer Wandstärke von 70–120 cm allerdings teilweise dünner ausgelegt sind als die vergleichbaren Lager in Norddeutschland (ZL Brokdorf 120 cm), und zwei je 50 Tonnen schwere Hallentore sollen Strahlungsrisiken minimieren. Das Betondach ist mit 55 cm ebenfalls wesentlich schwächer ausgelegt als die Dächer der in Norddeutschland (z. B. ZL Brokdorf 130 cm) gebauten Zwischenlager.
Die Kraftwerksbetreiber (E.ON Kernkraft GmbH, RWE Power AG und Kernkraftwerk Gundremmingen GmbH) stellten einen Antrag auf Einlagerung von bis zu 192 Castoren mit abgebrannten Brennelementen. Anwohner klagten mit Unterstützung von Umweltgruppen gegen das Vorhaben vor Gericht; der Bayerische Verwaltungsgerichtshof (VGH) wies mit Urteil vom 2. Januar 2006 ab. Eine Revision wurde nicht zugelassen. Hiergegen legten die Kläger Nichtzulassungsbeschwerde beim Bundesverwaltungsgericht in Leipzig ein. Am 24. August 2006 wurde dieser Antrag abgelehnt. Die Gegner trieb neben der Sorge vor Großunfällen und Terroranschlägen auch die Befürchtung an, dass sich das Zwischenlager zu einer ungeplanten Endlagerstätte entwickeln könnte, da es bis heute entgegen vieler Zusagen weltweit noch kein Endlager für abgebrannte Brennelemente gibt.

## Zwischenfälle

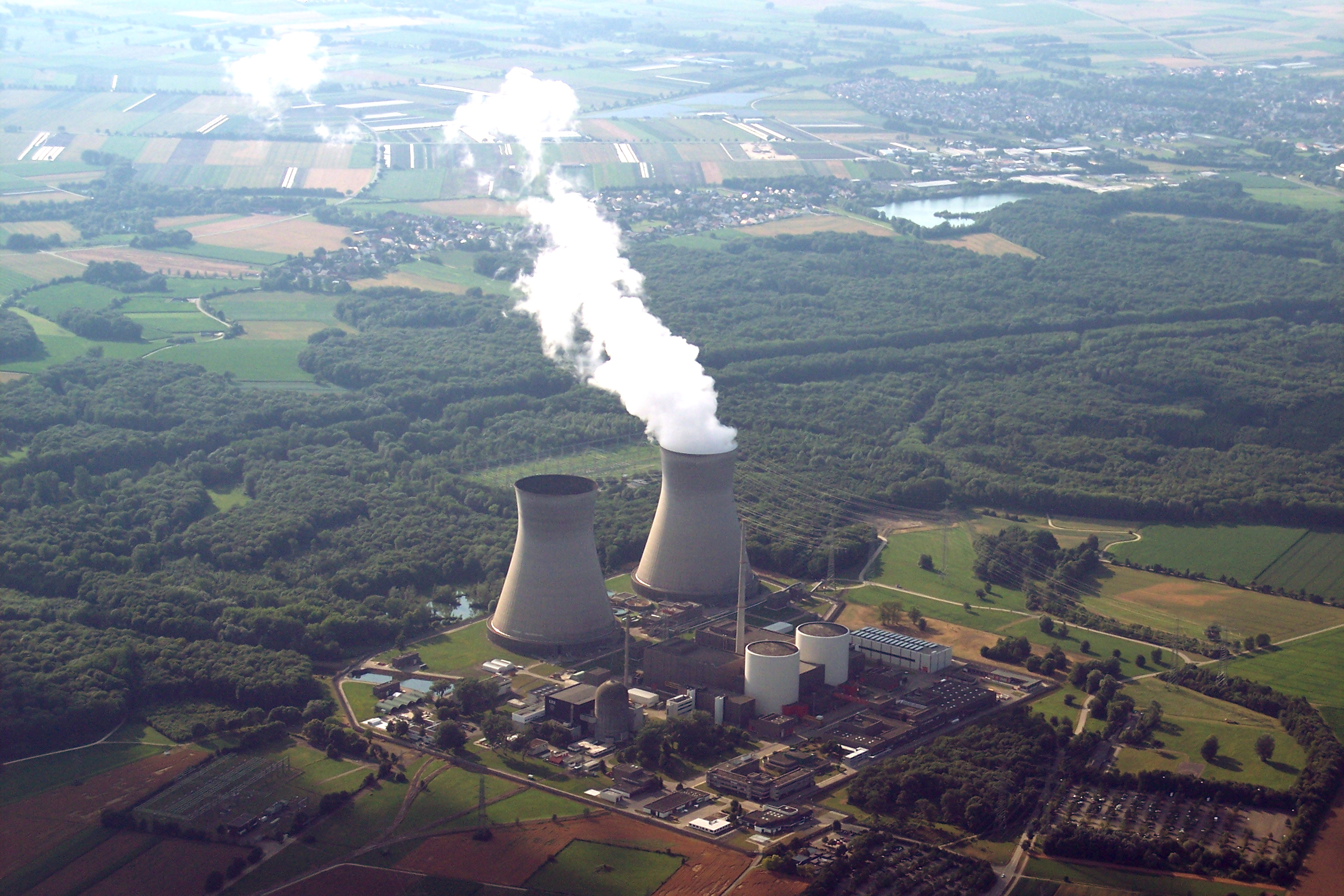
Das KKW von Südosten

Im November 1975 kam es zu einem Unfall, bei dem erstmals in der Bundesrepublik Deutschland Menschen in einem Kernkraftwerk ums Leben kamen. Zwei Schlosser, Otto Huber, 34, und Josef Ziegelmüller, 46, hatten am 19. November 1975 um 10:42 Uhr den Deckel eines Ventils am Primärwasser-Reinigungskreislauf von Block A demontiert, um eine fehlerhafte Stopfbuchse zu tauschen. Zuvor wurde der Reaktor gegen sechs Uhr abgeschaltet und drucklos gemacht. Die Arbeiter hatten die Leitung, in der das defekte Ventil saß, mit zwei Absperrventilen stromaufwärts und abwärts vom System getrennt. Der Ventildeckel platzte beim Lösen unerwartet ab. Unbemerkt befand sich in diesem Teil der Leitung gespanntes Wasser mit einem Druck von 65 bar und ca. 265 °C, welches beim Abplatzen des Deckels teilweise verdampfte und dabei die beiden Arbeiter schlagartig verbrühte. Während Huber sofort starb, versuchte Ziegelmüller noch, zur Personenschleuse zu rennen, brach aber ebenfalls unter Schmerzen kurz davor zusammen. Ziegelmüller wurde kurze Zeit darauf mit dem Hubschrauber in eine Ludwigshafener Spezialklinik für Verbrennungen gebracht und starb einen Tag danach. Während des Flugs nach Ludwigshafen konnte er den Unfall allerdings noch schildern.
Am 13. Januar 1977 traten bei feuchtem und kaltem Wetter an zwei stromabführenden Hochspannungsleitungen Kurzschlüsse auf. Die dadurch eingeleitete Schnellabschaltung führte zu Fehlsteuerungen. Nach etwa zehn Minuten stand im Reaktorgebäude von Block A das radioaktiv belastete Wasser etwa drei Meter hoch und die Temperatur war auf rund 80 °C angestiegen. Anfangs hieß es, der Reaktor werde in einigen Wochen wieder in Betrieb gehen können. Nach dem Störfall gingen die Betreiber von einer zügigen Wiederinbetriebnahme von Block A aus. Wegen der von Politik und Aufsichtsbehörden geforderten Modernisierung der Leit- und Sicherheitstechnik verzichteten die Betreiber allerdings später aus ökonomischen und politischen Gründen auf eine Wiederinbetriebnahme von Block A.
Am Sonntag, dem 6. Januar 2008, wurde Block B des Kernkraftwerks Gundremmingen in den frühen Morgenstunden vorsorglich abgeschaltet. Der Grund war eine Leistungsminderung in einer der beiden Niederdruckturbinen um rund 3 %; das entspricht einer Leistung von etwa 40 Megawatt. Grund war eine defekte Schweißnaht an einem Rohr. Dadurch gelangte Dampf direkt in den Kondensator, ohne die Rotoren der Turbine durchströmt zu haben. Um die Ursache für die Leistungsminderung zu ermitteln und den Schaden zu beheben sowie mögliche Auswirkungen auf die Turbine zu vermeiden, wurde der Block heruntergefahren. Am 8. Januar wurde das Problem an der Schweißnaht behoben. Die Leistungsminderung in der Niederdruckturbine hatte keine sicherheitstechnische Bedeutung für die Anlage und die Umgebung des Kraftwerks. Es bestand keine Meldepflicht. Der Reaktor wurde am 12. Januar wieder angefahren.
Über insgesamt neun Zwischenfälle (fünf im Block B, vier im Block C) wurde die Aufsichtsbehörde im Jahr 2007 informiert. Sie seien alle als „sicherheitstechnisch bedeutungslos“ bewertet worden. Die Abgabe radioaktiver Stoffe hätte dabei stets unter den Grenzwerten gelegen, so die Auskunft des technischen Geschäftsführers Helmut Bläsig auf einem Jahrespressegespräch im Jahr 2008.
Am 8. Mai 2011 wurde beim Herunterfahren von Block B festgestellt, dass ein Entwässerungsventil nicht richtig geschlossen hat. Nach mehreren Versuchen ließ es sich aber schließen. Das Ereignis hat die Meldekategorie „N“ (normal).
Am 21. August 2011 schaltete sich Block B nach Angaben des Kraftwerks automatisch ab, weil eine Fehlfunktion in der Elektronik der Turbinensteuerung auftrat.
Während der Revision des Blockes C wurden am 28. September 2011 an vier Brennelementen Defekte festgestellt. Es handelt sich um Mischoxid-Brennelemente aus zwei Chargen. Das Ereignis wurde der Kategorie „N“ (normal) des deutschen Meldesystems zugeordnet. Die Abgabe radioaktiver Edelgase wurde vom IPPNW zum Anlass für Untersuchungen genommen und sorgte für Kritik durch Atomkraftgegner („im Maximum das 500-fache des Normalwerts“). Zulässige Grenzwerte wurde laut Angaben des Betreibers trotz eines Anstiegs gegenüber anderen Tagen nicht überschritten. Relevant sei nur der Grenzwert für die Gesamtemmision pro Tag, welcher um 85 Prozent unterschritten worden sei.
Am 14. August 2013 kam es wegen einer Tropfleckage im Bereich einer Messlanze im Reaktordruckbehälter zum Austritt von Kühlwasser, und Block B wurde vorübergehend vom Netz genommen. Das Leck war bei einer Routinekontrolle in der Abwasseraufbereitung entdeckt worden. Nach Austausch der Messlanze ging Block B am 29. August wieder ans Netz. Am 7. August 2013 ging nach Revisionsarbeiten (seit 29. Juni) Block C wieder ans Netz.
Am 19. September 2013 wurde in Block B ein Brennelementedefekt festgestellt, woraufhin der Reaktorblock für 10 Tage heruntergefahren wurde. Bei der Prüfung seien zwei Brennelemente als defekt erkannt und ausgetauscht worden. Mitte November 2013 wurde trotz erneuten Hinweisen auf einen Brennelemente-Defekt in Block B die Anlage nicht heruntergefahren. Das Kraftwerk könne laut Angaben des Betreibers auch mit defekten Brennelementen betrieben werden; es handle sich nicht um ein meldepflichtiges Ereignis.
Am 25. März 2015 war Block B des Kraftwerks abgeschaltet in Revision. Es galt unter vielem anderen auch eine Steuerluft-Armatur dieses Blocks zu warten. Durch Versehen wurde allerdings im betreffenden Anlagengebäude das Armaturengehäuse des in Betrieb stehenden Blocks C geöffnet. Das führte zu einem Druckabfall im Steuerluft-System dieses Blocks. Um diesen zu beenden, schlossen die Techniker eine vorgelagerte Handarmatur der Leitung. Dadurch wurde allerdings die gesamte Steuerluft-Versorgung unterbrochen. Dies führte zu einer Schnellabschaltung des Reaktors bei gleichzeitigem automatischem Schließen der Frischdampf- und Speisewasser-Armaturen. Block C konnte, laut Angabe im Newsportal des Betreibers KKW Gundremmingen GmbH, noch am selben Tag wieder hochgefahren werden. Gefährdungs-Einstufung: INES 0/Normalmeldung.
Anfang 2016 wurde der Computerwurm Conficker in einem Rechner der Lademaschine von Block B des Kernkraftwerks Gundremmingen entdeckt, der aber „selbst keinen Einfluss auf die Steuerung der Anlage“ hat. Später wurden weitere 18 infizierte Datenträger, zumeist USB-Sticks, entdeckt.

## Diskussion um Wiederinbetriebnahme
Seit dem Beginn des russischen Überfalls auf die Ukraine am 24. Februar 2022 wurde erwogen, die letzten drei in Deutschland noch betriebenen Kernkraftwerke über den 31. Dezember 2022 hinaus zu betreiben (Laufzeitverlängerung) bzw. die am 31. Dezember 2021 heruntergefahrenen Kernkraftwerke (Grohnde, Brokdorf und Gundremmingen C) wieder hochzufahren.
Für beides müsste der Bundestag das Atomgesetz ändern.
Das bayerische Umweltministerium gab 2022 beim TÜV Süd Gutachten in Auftrag, die einen möglichen Weiterbetrieb von Isar 2 thematisieren und auch ein eventuelles Wiederanfahren des Blocks C von Gundremmingen.
Der TÜV Süd kam zu dem Ergebnis, dass sämtliche Maßnahmen, die der Betreiber des KKW Gundremmingen seit der Abschaltung veranlasste, etwa binnen eines halben Jahres „zurückgenommen werden könnten“.
Danach sei ohne die Beschaffung frischer Brennelemente ein Leistungsbetrieb für etwa ein halbes Jahr möglich.

## Sonstiges
Das Namenskürzel für das Kernkraftwerk lautet KRB (Kernkraftwerk RWE-Bayernwerk). Geschäftsführer der RWE-Bayernwerk GmbH um 1984 war der promovierte Diplom-Ingenieur August Weckesser (* 1909), der 1974 den Otto-Hahn-Preis erhalten hat. Der Betreiber wird hingegen mit KGG (Kernkraftwerk Gundremmingen GmbH) abgekürzt. Zeitweilig war auch die Abkürzung KGB (Kernkraftwerk Gundremmingen Betriebsgesellschaft mbH) in Gebrauch, diese konnte sich jedoch aufgrund der Übereinstimmung mit der Abkürzung KGB des ehemaligen sowjetischen Geheimdienstes nicht durchsetzen.
Am 17. Dezember 1993 wurde eine Partnerschaft mit dem russischen Kernkraftwerk Nowoworonesch im Rahmen des „Twinning-Programms“ der EU für den internationalen Erfahrungsaustausch geschlossen.
Die EU führte 2011/12 einen „Stresstest für Kernkraftwerke“ durch. Im Rahmen dieser Untersuchung inspizierten ausländische Atomexperten neben 23 anderen Standorten auch das KKW Gundremmingen („Peer Review“). EU-Energiekommissar Günther Oettinger gab die Ergebnisse am 10. Oktober 2012 bekannt.
Bei der Aufbereitung des Kühlwassers entstand als Nebenprodukt der sogenannte Donaukalk, der in der örtlichen Landwirtschaft als Düngemittel eingesetzt wurde.

## Daten der Reaktorblöcke
Das Kernkraftwerk Gundremmingen hat insgesamt drei Blöcke:
| Reaktorblock    | Reaktortyp         | Baulinie         | elektrische- Leistung | elektrische- Leistung | thermische- Reaktorleistung | Baubeginn     | Netzsyn- chronisation | Kommer- zieller Betrieb | Stilllegung   |
| Reaktorblock    | Reaktortyp         | Baulinie         | Netto                 | Brutto                | thermische- Reaktorleistung | Baubeginn     | Netzsyn- chronisation | Kommer- zieller Betrieb | Stilllegung   |
| --------------- | ------------------ | ---------------- | --------------------- | --------------------- | --------------------------- | ------------- | --------------------- | ----------------------- | ------------- |
| Gundremmingen A | Siedewasserreaktor | BWR-1            | 237 MW                | 250 MW                | 801 MW                      | 12. Dez. 1962 | 1. Dez. 1966          | 12. Apr. 1967           | 13. Jan. 1977 |
| Gundremmingen B | Siedewasserreaktor | KWU-Baulinie '72 | 1.284 MW              | 1.344 MW              | 3.840 MW                    | 20. Juli 1976 | 16. März 1984         | 19. Juli 1984           | 31. Dez. 2017 |
| Gundremmingen C | Siedewasserreaktor | KWU-Baulinie '72 | 1.288 MW              | 1.344 MW              | 3.840 MW                    | 20. Juli 1976 | 2. Nov. 1984          | 18. Jan. 1985           | 31. Dez. 2021 |